# Малаховский, Яцек
Яцек Малаховский (Ян-Гиацинт Małachowski, 25 августа 1737, Коньске — 27 марта 1821, Бодзехув) — государственный деятель Речи Посполитой, подстолий великий коронный (1764), референдарий великий коронный (1764—1780), предпоследний коронный канцлер Польши (1780—1792). Староста Остролецкий (1756), Пётркувский (1758) и Гродецкий (1762).

## Биография
Представитель польского дворянского рода Малаховских герба «Наленч». Третий сын канцлера великого коронного Яна Малаховского (1698—1762) и Изабеллы Хумиецкой (ум. 1783).
В 1765 году был послом в Санкт-Петербурге, потом министром иностранных дел
В 1776—1792 — член Комиссии народного образования.
В 1780—1786 — подканцлер Коронный (польский). Член Непременного совета (1784).
В 1786—1793 — канцлер.
На Четырёхлетнем сейме стоял вдали от патриотического движения и, уведомленный королём о предстоящем опубликовании новой конституции (3 мая), выдал этот план Булгакову. В 1792 году он советовал королю примкнуть к Тарговицкому соглашению, в котором участвовал сам.
В 1794 году поляки предали его военному суду, но он уклонился от суда и умер много лет спустя, пребывая в забвении.

## Награды
- Орден Святого Александра Невского (23.03.1765).

## Творчество
Изданы его «Mówy i pisma publiczne» (1809).

## Семья
С 1765 года был женат на Петронелле Антонине Ржевуской (ум. 1806), дочери воеводы подляшского и подольского Михаила Юзефа Ржевуского (1699—1769) и Франциски Цетнер. 
Дети:
- Ян Малаховский (1769—1821), женат на Барбаре Солтык
- Франциска Малаховская, жена генерал-майора польской армии Кришофа Дунин-Карвицкого